# 谢铁骊
谢铁骊（1925年12月27日—2015年6月19日），男，江苏淮阴人，中国电影导演。北京电影制片厂导演，历任中国电影家协会主席、名誉主席、第五、六、七、八、九届全国人大常委、全国人大教科文卫委员会委员、中国夏衍电影学会会长、名誉会长、中国电影集团公司艺术委员会主任等职。

## 生平
谢铁骊年轻时加入新四军的文艺组织。1964年导演的电影《早春二月》在文革中被列为修正主义的“毒草”而在全国放映，作为反面教材。1970年代导演了多部样板戏的舞台艺术片，包括《智取威虎山》、《海港》、《龙江颂》、《杜鹃山》等。
2015年6月19日上午，谢铁骊因病去世，享年89岁。

## 电影作品
- 1959年《无名岛》

1960年代
- 1961年《暴风骤雨》
- 1963年《早春二月》
- 1964年《千万不要忘记》

1970年代
- 1970年《智取威虎山》
- 1971年《红色娘子军》
- 1972年《龙江颂》
- 1972年《海港》
- 1974年《杜鹃山》
- 1978年《大河奔流》

1980年代
- 1980年《今夜星光灿烂》
- 1981年《知音》
- 1983年《包氏父子》
- 1984年《清水湾淡水湾》
- 1988年《红楼梦 (1989年电影)》

1990年代
- 1991年《古墓荒斋》
- 1993年《月落玉长河》（又名《穆斯林的葬礼》）
- 1994年《天网》
- 1995年《金秋桂花迟》

2000年代
- 2000年《聊斋·席方平》
- 2001年《有钱的感觉》